# Peize
Peize (Drents: Paais, Paeiz of Peis; Gronings: Paaize, Paais) is een esdorp in de gemeente Noordenveld, in de Nederlandse provincie Drenthe. Het is gelegen ten noordoosten van Roden, ongeveer tien kilometer ten zuiden van de stad Groningen.
In 2023 telde Peize 5.500 inwoners. Onder Peize vallen ook Peizermade, Peizerwold, De Pol, De Streek, Boerlaan en Altena.

## Geschiedenis
De geschiedenis van Peize werd in het begin bepaald door kasteel Peize, waarvan de bouw in 1178 begon. De heer van Peize was een leenman van de bisschop van Utrecht en koos diens partij in de 13e-eeuwse woelingen tussen de bisschop en de stad Groningen. In 1231 werden de Drenten door het leger van bisschop Wilbrand van Oldenburg bij Peize verslagen. Een Gronings legertje onder leiding van de Gelkingers en de Papelingers verwoestte in 1241 het kasteel van Peize en nam heer Adolf van Peize gevangen. Er werd nog wel begonnen met een herbouw, maar in 1251 werd het huis opnieuw verwoest. Ten slotte werden de zonen van Adolf in 1266 door Groningers vermoord.
In de zestiende en zeventiende eeuw stond het dorp bekend om de uitgebreide teelt van hop, vooral gebruikt voor de bierbereiding in de stad Groningen. De hopbel was het beeldmerk in het gemeentewapen. De naam hop komt thans nog veel voor in allerlei naamgevingen zoals Hoppekampweg, vereniging De Hopruiters, bejaardencentrum De Hoprank en weekblad De Hopbel.
Uit grondschattingsregisters van 1650 blijkt dat 54% van alle hopteelt in Noord-Drenthe plaatsvond in Peize. Iedere landbouwer in Peize nam deel aan de hopteelt, vier van hen deden niets anders. Het gemiddeld aantal hopkuilen per teler bedroeg 1043.
In de eerste helft van de negentiende eeuw blijkt de hopteelt vrijwel volledig te zijn verdwenen.
In 1978 werd het 800-jarig bestaan van Peize uitbundig gevierd.

Tot 1 januari 1998 was Peize een zelfstandige gemeente. Na de gemeentelijke herindeling van Drenthe maakt het deel uit van de gemeente Noordenveld. Sinds het einde van de twintigste eeuw is Peize een forensendorp met sterke oriëntatie op de stad Groningen.
Peize kent sinds 2020 nieuwe plaatsnaamborden. Hierop staat onder de naam Peize tevens de Drents/Groningse uitspraak Paais. Tea Nijnuis, dorpsbewoner en taolschulte van het Huus van de Taol, besloot wethouder Alex Wekema een e-mail te sturen nadat in 2018 Nieuw Roden als Nei-Roon op de borden verscheen. Omdat duidelijk werd dat voor aanpassing van de borden meer nodig was dan alleen een e-mail, zocht Nijnuis aansluiting voor haar idee. Vereniging Dorpsbelangen Peize steunde haar plan. Tegelijkertijd zamelde dorpsgenoot Bart Winsingh via Facebook handtekeningen in. De twee hadden elkaar gesproken en al vrij snel werd duidelijk dat ze dit samen wilden aanpakken, dus sloegen ze de handen ineen en zamelden in korte tijd ruim 400 handtekeningen in, zowel via internet als via allerlei markten en andere gelegenheden. 
Het eerste nieuwe plaatsnaambord werd begin januari 2020 geplaatst langs de Esweg in Peize. Later volgden de rest van de borden. 

## Bevolking
| Jaar | Bevolking | Bron   |
| ---- | --------- | ------ |
| 1630 | 404       | [ 6 ]  |
| 1828 | 830       | [ 7 ]  |
| 1858 | 1313      | [ 8 ]  |
| 1873 | 1381      | [ 9 ]  |
| 1897 | 1689      | [ 10 ] |
| 1947 | 2760      | [ 11 ] |
| 2013 | 5365      | [ 12 ] |
| 2018 | 5530      | [ 12 ] |
| 2023 | 5500      | [ 12 ] |

## Bezienswaardigheden
- Middeleeuwse Johanneskerk, een bouwwerk uit de 13e eeuw; in deze kerk een orgel uit de 17e/18e eeuw, gebouwd door A. Verbeeck, Arp Schnitger en Albertus Antoni Hinsz. Het orgel heeft 21 registers, verdeeld over twee klavieren (hoofdwerk, rugwerk) en een vrij pedaal, Het is in 1862 door P. van Oeckelen van de Pepergasthuiskerk in Groningen overgeplaatst naar Peize.
- De windmolen, soms Paiser Meul genoemd, nog regelmatig in gebruik voor het malen van graan, daterend uit het einde van de 19e eeuw en voorzien van een zelfzwichtend mechanisme. Ten oosten van het dorp staat een gerestaureerde Amerikaanse windmotor
- Ten noorden van het dorp, onder de rook van de stad Groningen ligt het natuurgebied de Peizer- en Eeldermaden
- Natuurgebied De Onlanden, net ten noorden van Peize.
- Ter lering en vermaak is door een groep vrijwilligers een aantal zogenaamde hopkuilen ingericht. Een hopkuil is een omwald perkje ter grootte van een vierkante meter waarbinnen een aantal hopplanten tegen hoge palen of staken omhoog groeit. Dit 'levend museum' is gelegen aan het fietspad uitkomend op de Hoppekampweg en toont de klassieke hopteelt.

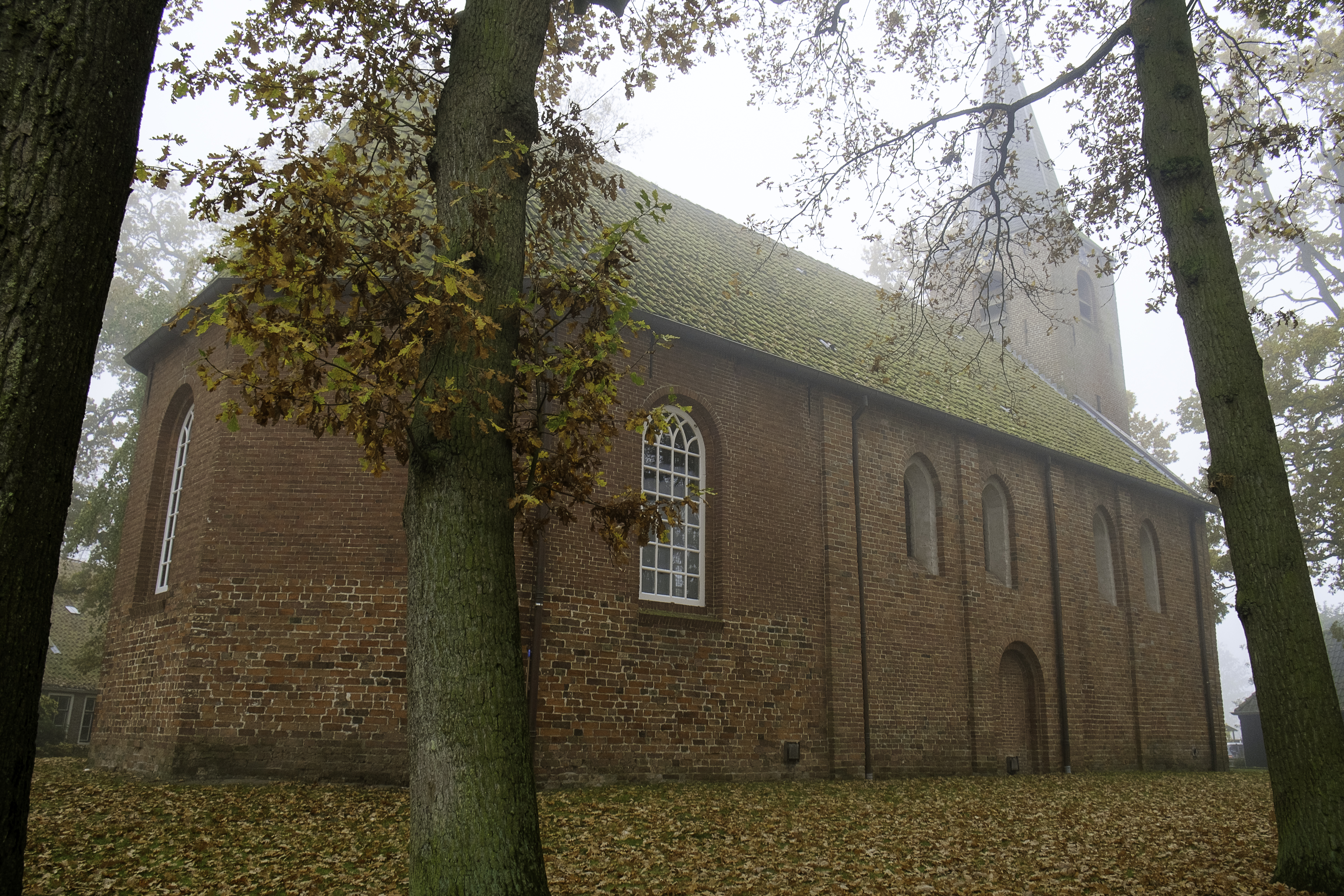
De 13e-eeuwse Johanneskerk
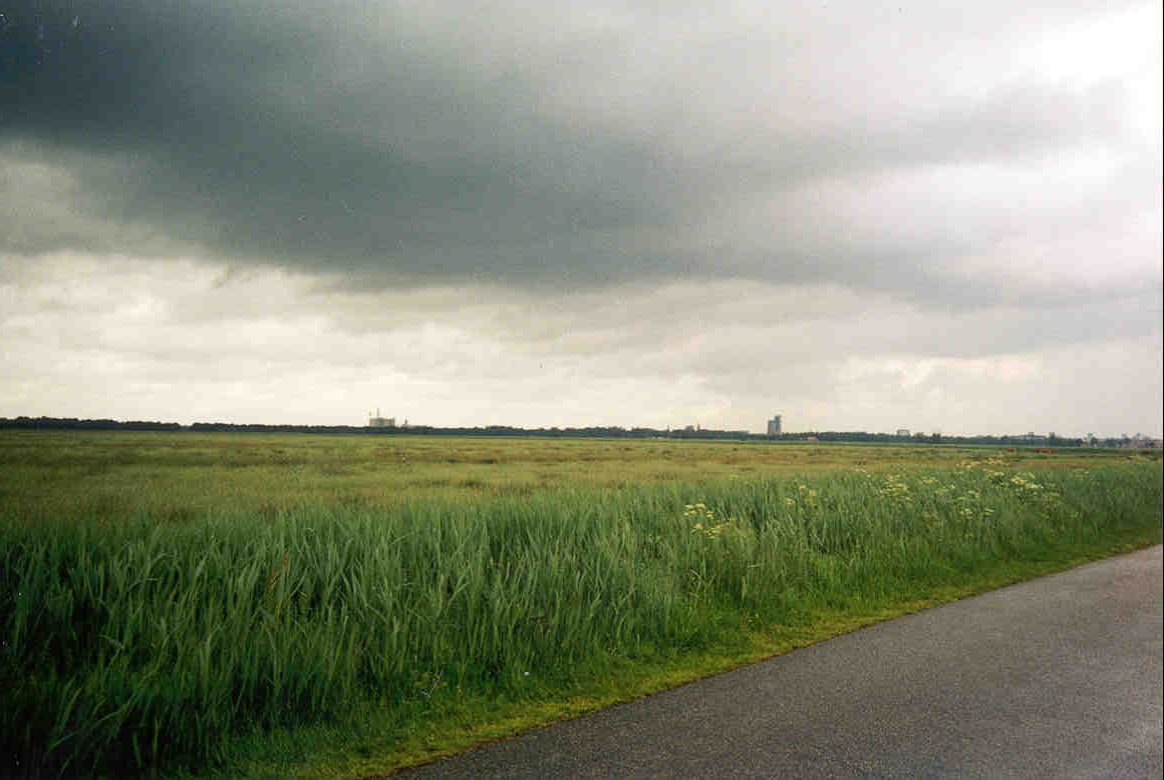
Peizerwold (2006)

## Sport en recreatie
Het openluchtzwembad in Peize is in de zestiger jaren gebouwd en wordt sinds 1988 door een groep vrijwilligers in stand gehouden. In het dorp bevindt zich een goed bezochte sauna.
Plaatselijke verenigingen zijn voetbalclub VV Peize en wielervereniging De Kannibaal.

## Bekende Nederlanders geboren of wonende in Peize
- Warmolt Tonckens (1848-1922), jurist en gouverneur van Suriname
- Wijtske van Dijk-Meindersma (1902-2010), enige tijd de oudste inwoner van Nederland
- Herman Doedens (1906-1989), schrijver
- Harmen Siezen (1940-2025), nieuwslezer
- Tonny van Leeuwen (1943-1971), doelman GVAV en tweevoudig international
- Gerard Kemkers (1967), schaatstrainer en voormalig schaatser
- Sancia van der Meij (1981), marien biologe werkzaam aan de Rijksuniversiteit van Groningen
- Stefan Poutsma (1991), wielrenner
- Tygo Land (2006), voetballer
- Marco Schuitmaker (1999), zanger
- Willem Bol ( 1955 ) tv presentator en tv producent